# شبكة الانتباه الظهري
شبكة الانتباه الظهري (DAN) وتعرف أيضًا تشريحيًا باسم الشبكة الجبهية الجدارية الظهرية (D-FPN) هي شبكة دماغية واسعة النطاق في الدماغ البشري تتكون في المقام الأول من الثلم داخل الجداري (IPS) والحقول العينية الأمامية (FEF).وقد سميت بهذا الاسم واشتهرت بدورها في التوجيه الطوعي للانتباه المكاني المرئي.

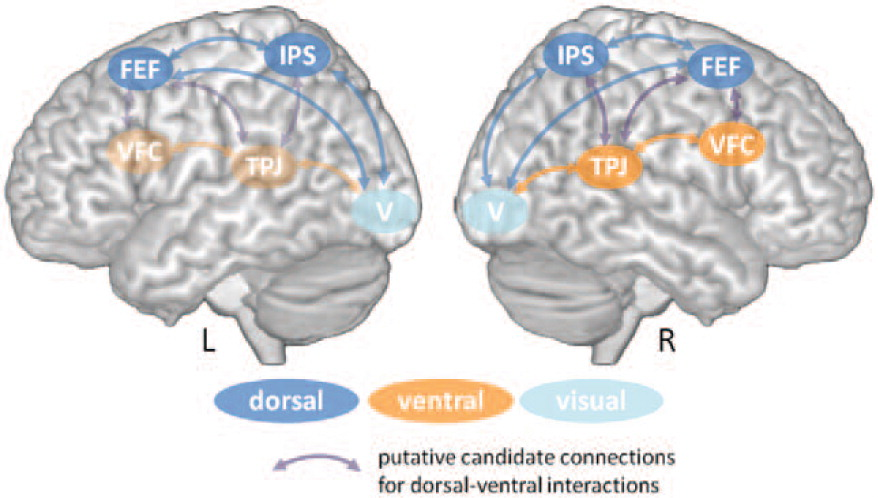
يتيح التفاعل بين شبكات الانتباه الظهرية والبطنية التحكم الديناميكي في الانتباه فيما يتعلق بالأهداف من أعلى إلى أسفل والتحفيز الحسي من أسفل إلى أعلى.

تم الإشارة إلى هذه الشبكة أحيانًا باسم الشبكة الإيجابية للقيام بالمهام (task-positive network) لمقارنتها بالشبكة السلبية للقيام بالمهام (task-negative network)، أو شبكة الوضع الافتراضي.ومع ذلك، يُعتبر هذا التقسيم الثنائي الآن مضللًا، لأن شبكة الوضع الافتراضي يمكن أن تكون نشطة في مهام معرفية معينة.